# Benjamin Strecker
Benjamin Strecker (* 23. Dezember 1982 in Filderstadt) ist ein deutscher Schauspieler.

## Leben
Er besuchte die Grundschule Gaisburg. Neben seiner im Jahr 2004 begonnenen Ausbildung am Wiener Max-Reinhardt-Seminar hat er bereits Film- und Bühnenerfahrung gesammelt, unter anderem war er 2007 in dem Fernsehfilm Afrika Mon Amour und im selben Jahr im Kinofilm Meer is nich in der Rolle des Hans zu sehen. 2006 spielte er im Wiener Schlosstheater Krach in Chiozza.
Von 2007 bis 2009 war er Ensemblemitglied des Stadttheaters Gießen.
Er spielt in der ZDF-Serie SOKO Stuttgart die Rolle des autistischen IT-Spezialisten Rico Sander.

## Filmografie (Auswahl)
- 2002: Tatort – Bienzle und der süße Tod
- 2004: Stauffenberg
- 2005: SOKO Wien (Fernsehserie, Folge Abgetaucht)
- 2007: Meer is nich
- 2007: Afrika, mon amour
- 2008: Küstenwache (Fernsehserie, Folge Blutrache)
- 2009: Krupp – Eine deutsche Familie
- seit 2009: SOKO Stuttgart (Kriminalkommissar, IT-Spezialist Rico Sander)
- 2013: SOKO – Der Prozess (Kriminalkommissar, IT-Spezialist Rico Sander, Folge Die Falle)
- 2024: SOKO Wismar (Fernsehserie, Folge Die neun Gehirne des Oktopus; Gastauftritt als Kriminalkommissar, IT-Spezialist Rico Sander von der SOKO Stuttgart)